# Scottie Pippen
Scottie Maurice Pippen (Hamburg, Arkansas, 25. rujna 1965.) umirovljeni je američki profesionalni košarkaš. U svojoj NBA karijeri igrao je za Chicago Bullse, Houston Rocketse i Portland Trail Blazerse. Izabran je u 1. krugu (5.ukupno) NBA drafta 1987. godine. Vrhunac karijere doživio je u Bullsima zajedno s Jordanom. Proglašen je jednim od 50 najboljih igrača u povijesti NBA lige. Izabran je u Kuću slavnih 2010. godine.

## Chicago Bulls

### Prva tri NBA prstena (1991. – 1993.)
U svojoj početničkoj (rookie) sezoni Pippen je pomogao Jordanu da ostvare doigravanje, prvo nakon više od desetljeća. U sezoni 1989./90. izabran je na All-Star te je pomogao Bullsima da ostvare doigravanje i konferencijski finale, gdje su ih u seriji 4-3 pobijedili Detroit Pistonsi. U sezoni 1990./91. Pippen je bio glavni obrambeni, ali i napadački igrač u igračkom trojcu Phila Jacksona. U sljedeće tri sezone, Pippen je uz Jordana osvojio tri naslova NBA prvaka. 

### Pippen bez Jordana
U sezoni 1993./94. nakon odlaska Jordana u mirovinu, Pippen se oslobodio i te sezone osvojio nagradu za najkorisnijeg igrača utakmice na All-Star vikendu. Prosječno je bilježio 22 poena, 8,7 skokova, 5,6 asistencija i 2,9 ukradene lopte po utakmici. Pippen je Bullse predvodio u poenima i asistencijama, i NBA ligu u ukradenim loptama. Te iste sezone izabran je u All-NBA prvu petorku i završio je treći u glasovanju za najkorisnijeg igrača lige. Bullsi su sezonu završili s 55 pobjeda, samo dvije manje nego prošle sezone. Najveću pogrešku u karijeri napravio je u polufinalu doigravanja u utakmici protiv Knicksa, kada je sjeo na klupu šokiran i uvrijeđen što je trener Phil Jackson odabrao Kukoča da uputi šut prema košu 1,8 sekundi prije kraja. Kukoč je zabio sa zvukom sirene, a Pippen se poslije ispričao treneru i suigračima. Bullsi su ispali u sedmoj utakmici. U sezoni 1994./95. Jordan se vratio, a Pippen je predvodio Bullse u poenima, asistencijama, skokovima, ukradenim loptama i blokadama, te je jedan od četvorice igrača u NBA povijesti kojima je to uspjelo.

### Druga tri NBA prstena (1996. – 1998.)
U sezoni 1995./96. nakon povratka Jordana i dovođenja Dennisa Rodmana, Bullsi su ostvarili najbolji omjer pobjeda i poraza u NBA povijesti do tada (72-10). U finalu su pobijedili Sonicse. Sljedeće dvije sezone također su osvojili dva naslova i kompletirali seriju od šest naslova prvaka u osam godina.

## Kasnija karijera
Nakon završetka sezone Pippen je mijenjan u Houston Rocketse. U Rocketsima je odigrao samo jednu sezonu zbog slabe kemije u momčadi, pogotovo s Charlesom Barkleyem. Nakon završetka sezone mijenjan je Blazerse gdje je odigrao četiri sezone. Pomogao im je da dođu do konferencijskog finala, ali su izgubili od kasnijih prvaka Los Angeles Lakersa. Nakon završetka sezone 2002./03. vratio se u Chicago, ali je odigrao samo 23 utakmice zbog problema s ozljedama.

## Rekordi u NBA
- Rekordan broj asistencija za krilo (6.135)
- Rekordan broj ukradenih lopti za krilo (2.307)
- Rekordan broj ukradenih lopti u doigravanju (395)
- Najviše trica u utakmici NBA finala (7, dijeli s Kennyjem Smithom i Rayom Allenom)

## Vanjske poveznice
- Profil na NBA.com
- Povijesni profil na NBA.com
- Sažetak karijere na NBA.com
- Profil na ESPN.com